# Condado de Grant (Dakota del Norte)
El condado de Grant (en inglés: Grant County, North Dakota), fundado en 1916,  es uno de los 53 condados del estado estadounidense de Dakota del Norte. En el año 2000 tenía una población de  2283 habitantes y una densidad poblacional de 1 personas por km². La sede del condado es Carson. El condado de Grant fue nombrado en honor del general Ulysses S. Grant.

## Geografía
Según la Oficina del Censo, el condado tiene un área total de 4315 km² (1666,0 mi²), de la cual 4297 km² (1659,1 mi²) es tierra y 16 km² (6,2 mi²) es agua.

### Condados adyacentes
- Condado de Morton (norte y este)
- Condado de Sioux (sur)
- Condado de Adams (suroeste)
- Condado de Hettinger (oeste)
- Condado de Stark (noroeste)

### Áreas protegidas nacionales
- Río Cedro pradera nacional (parte)
- Rock Muy Refugio de Vida Silvestre Nacional

## Demografía
En el 2000 la renta per cápita promedia del condado era de $23 165, y el ingreso promedio para una familia era de $30 625. El ingreso per cápita para el condado era de $14 616. En 2000 los hombres tenían un ingreso per cápita de $21 537 versus $17 949 para las mujeres. Alrededor del 20.30% de la población estaba bajo el umbral de pobreza nacional.
| 1920 | 1930   | 1940 | 1950 | 1960 | 1970 | 1980 | 1990 | 2000 | Est. 2009 |
| ---- | ------ | ---- | ---- | ---- | ---- | ---- | ---- | ---- | --------- |
| 9553 | 10 134 | 8264 | 7114 | 6248 | 5009 | 4274 | 3549 | 2841 | 2337      |

## Mayores autopistas
- Carretera de Dakota del Norte 21
- Carretera de Dakota del Norte 31
- Carretera de Dakota del Norte 49

## Lugares

### Ciudades
- Carson
- Elgin
- Leith
- New Leipzig

Nota: todas las comunidades incorporadas en Dakota del Norte se les llama "ciudades" independientemente de su tamaño

### Municipios
| - Municipio de Elm - Municipio de Fisher - Municipio de Freda - Municipio de Howe | - Municipio de Lark - Municipio de Leipzig - Municipio de Minnie - Municipio de Pretty Rock | - Municipio de Raleigh - Municipio de Rock - Municipio de Winona |

### Territorios no organizados
- East Grant
- West Grant